# Vigía Florat
Vigía Florat (Camagüey) es un consejo popular que tiene una extensión de 2,5 km con una población de 23.092 habitantes. Comprende los repartos Vigía, Florat, Beneficencia y 9 de Abril, siendo sus principales centros de importancia la EMPA, Empresa provincial de viales, CNICA, ENFRNE, Ferrocarriles.

## Instituciones
Este consejo popular cuenta con dos círculos infantiles, cinco escuelas primarias ("Grandes Alamedas", etc), 3 ESBU ("Ana Betancourt") y un politécnico.

## Salud
En el ámbito de la salud cuenta con 45 médicos de la familia, 2 centros estomatológicos y tres farmacias.

## Cultura
Posee un centro cultural y 23 instituciones de atención pública; entre ellas 13 bodegas, una cafetería y un lavatín.

## Monumentos
Como monumentos en el área encontramos la Plaza Joaquín de Agüero que constituye el límite norte del centro histórico de la ciudad. Y en sus inicios surge de la unión de dos importantes caminos de la época colonial, el camino de Magarabomba y el camino de la Matanza, Cuaciaja, Cubitas o Real.

## Museo
También dentro de los límites de este consejo popular se encuentra el Museo Provincial “Ignacio Agramonte”. Hoy al llegar frente a su fachada de líneas rectas y ante el gran portal de severas columnas, esperamos encontrar una edificación, pero la idea inicial rompe abruptamente al traspasar la puerta y enfrentarnos a la visión colonial del patio interior con arcadas, escaleras que cambian una y otra vez de dirección dentro del edificio que acusa notable movilidad de sus órdenes y la reiteración del hierro que decora puertas y ventanas.
Dentro de sus colecciones se destacan la de pintura, la más completa del interior del país, con obras que van desde la academia de San Alejandro hasta los artistas contemporáneos. Las colecciones de Historia Natural, Artes decorativas y muebles junto a la sala de Historia, lo convierten en uno de los museos más importantes de Cuba.
- Datos: Q5679674